# Арсеноламприт
Арсеноламприт — мінерал, клас самородних елементів, неметал.

## Загальний опис
Хімічна формула: As. Домішки — Ві.
Густина — 5.3 — 5.58, середня — 5.44. Твердість — 2. Сингонія ромбічна. Колір- сіро-білий. Риса — чорна. Блиск металічний. Спайність довершена.
Форми виділення: голки, радіальні і масивні агрегати.
Відкритий у 1823. Назва — від хімічного складу мінералу і від грецького λαμπρός — за його блиск.